# Вески, Йохан-Вольдемар
Йохан-Вольдемар Густавович Вески (эст. Johannes Voldemar Veski, 27 июня 1873 — 28 марта 1968) — эстонский советский учёный в области филологии. Заслуженный деятель науки Эстонской ССР (1945). Академик АН Эстонской ССР (1946).

## Биография

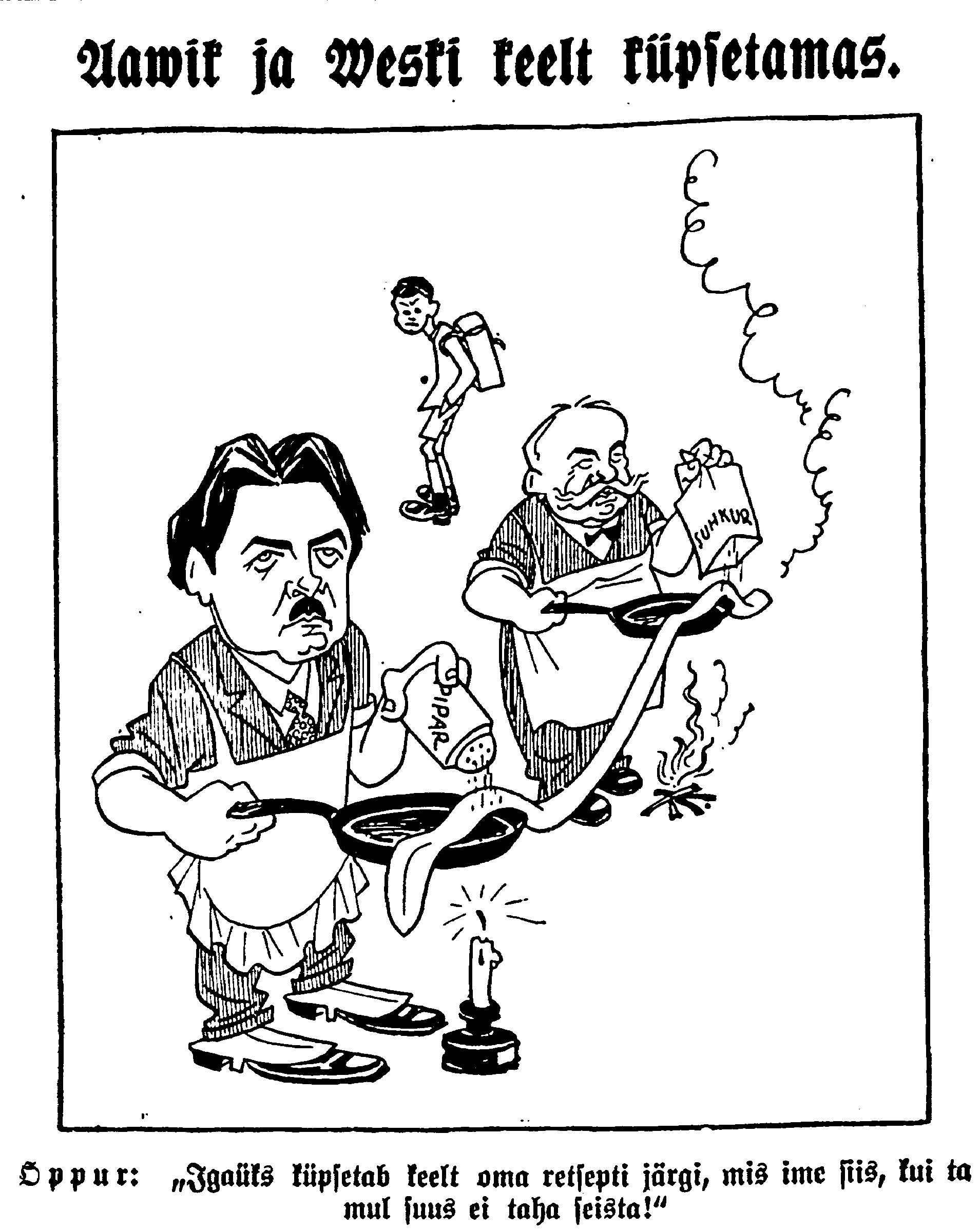
Аавик и Вески запекают язык. Ученик на заднем плане: «Каждый печёт язык по своему рецепту, неудивительно, что я не хочу держать его во рту» («язык» и «язык» — в эстонском одно и то же слово) Карикатура Гори, Ваба Маа, 20 февраля 1936 г.

Учился в Тартуской гимназии имени Хуго Треффнера с 1887 по 1894 год, а в 1896 году сдал выпускной экзамен в Нарве.
Преподавал эстонский язык в Тартуском университете (1920—1938), профессор (1944—1955).
Преподавал в гимназии Хуго Треффнера.
В 1914—1922 годы занимал должность Учёного секретаря Эстонского литературного общества.
Почётный доктор Тартуского университета (по филологическим наукам, 1933).
В 1946 году избран действительным членом Академии наук Эстонской ССР (первый состав).

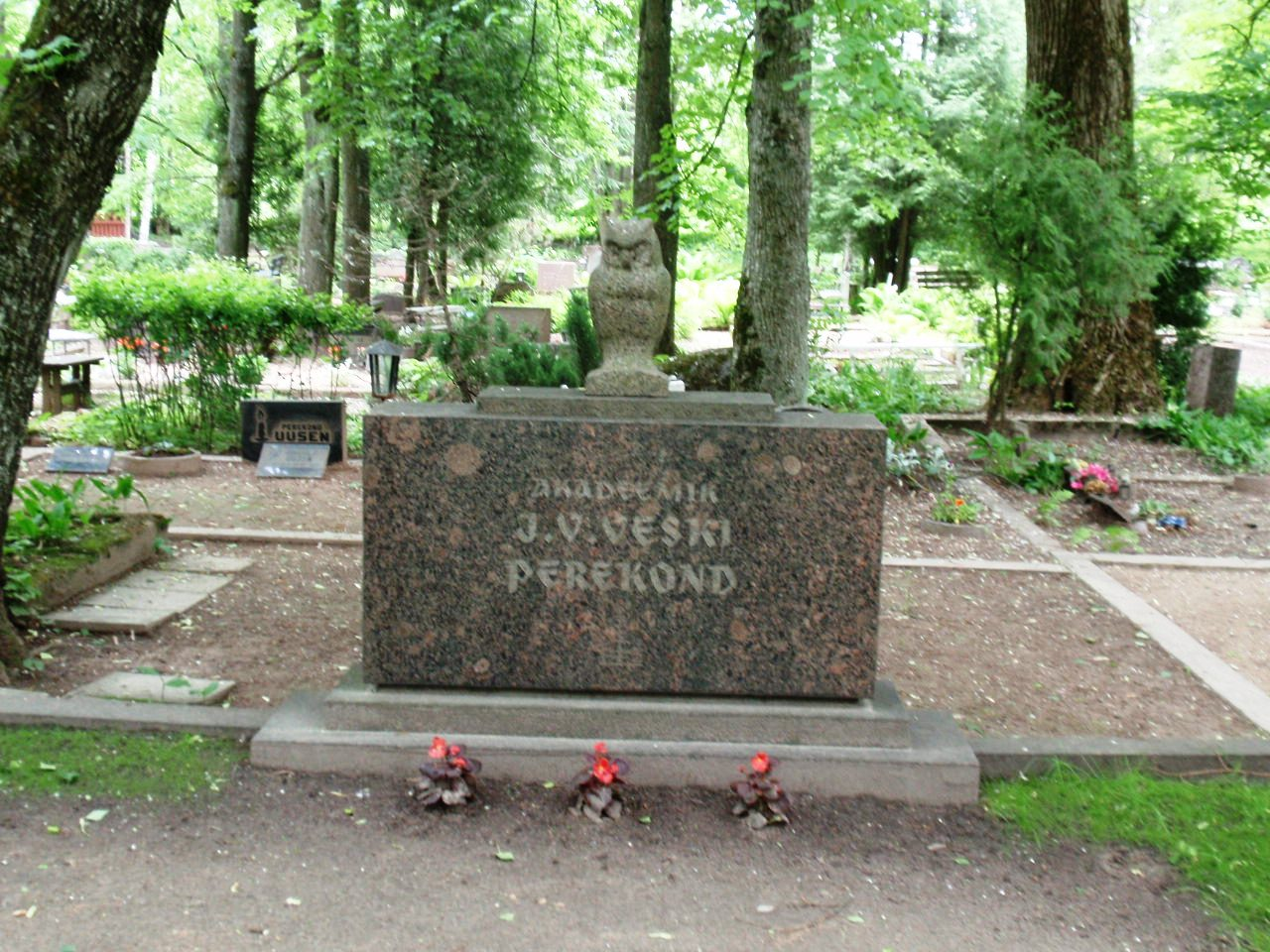
Могила Вески на кладбище Тартуского университета

Вместе с Альбертом Вальдесом составил «Латинско-эстонско-русский медицинский словарь» (опубликован в 1982 году).
Похоронен на кладбище Тартуского университета (кладбище Раади).